# این فلیمز
این فلِیمز (به انگلیسی: In Flames) گروه موسیقی هوی متال سوئدی از یوتبری است که در سال ۱۹۹۰ شکل گرفت. ترکیب آن‌ها چند باری تغییر کرده است، و آندرس فریدین (خواننده) و یوآن جلوت (گیتاریست) تنها اعضای ثابت گروه از سال ۱۹۹۵ هستند. از زمان خروج یسپر استرومبلاد در سال ۲۰۱۰، هیچ عضو اولیه با گروه باقی نمانده است. این فلیمز به همراه دیگر گروه‌های سوئدی ات د گیتز و دارک ترنکوئیلیتی در مطرح‌سازی ملودیک دث متال نقش داشته است. تا سال ۲۰۰۸ بیش از دو میلیون نسخه از آثار این فلیمز در جهان به فروش رسیده است.

## اعضا

### اعضای کنونی
- یوآن جلوت: گیتار (۱۹۹۵–اکنون)
- آندرس فریدین: خواننده اصلی (۱۹۹۵–اکنون)
- تانر وین: درام (۲۰۱۸–اکنون)
- کریس برادریک: گیتار (۲۰۲۲–اکنون)[۳]
- لیام ویلسون: بیس و آواز پس‌زمینه (۲۰۲۴–اکنون)

### اعضای پیشین
- پیتر ایورس: بیس (۱۹۹۷–۲۰۱۶)
- نیکلاس انگلین: گیتار (۱۹۹۷–۱۹۹۸، ۲۰۱۱–۲۰۲۲)
- دانیل سونسون: درام، پرکاشن (۱۹۹۸–۲۰۱۵)
- میکائیل استن: خواننده (۱۹۹۳–۱۹۹۵)
- گلن لیونگسترام: گیتار (۱۹۹۳–۱۹۹۷)
- یوهان لارسون: بیس (۱۹۹۳–۱۹۹۷)
- یسپر استرومبلاد: گیتار، کیبورد (۱۹۹۳–۲۰۱۰)، درام (۱۹۹۳–۱۹۹۵)

## دیسکوگرافی
آلبوم‌های استودیویی
- Lunar Strain (1994)
- The Jester Race (1996)
- Whoracle (1997)
- Colony (1999)
- Clayman (2000)
- Reroute to Remain (2002)
- Soundtrack to Your Escape (2004)
- Come Clarity (2006)
- A Sense of Purpose (2008)
- Sounds of a Playground Fading (2011)
- Siren Charms (2014)
- Battles (2016)
- I, the Mask (2019)
- Foregone (2023)